# 杜養性
杜養性，號定吾，直隶河间府阜城县人。明朝政治人物、進士出身。

## 生平
萬曆十三年（1585年）乙酉科舉人，十七年（1589年）己丑科進士，礼部觀政，六月授山西襄陵县知县，二十一年降调。

## 家族
曾祖杜槐。祖杜伯嗣，吏目。父杜嘉。